# Экономист
Экономи́ст — специалист по экономике или по её разделам, эксперт по экономическим вопросам промышленности, сельского хозяйства, банковского дела и так далее.
Экономистами называют как учёных (то есть специалистов в области экономической науки), так и практиков, которые работают в области исследования, планирования и руководства хозяйственной деятельностью.
Экономистом также называют человека, который пишет статьи и иные материалы по экономической политике.
В организациях экономисты принимают участие в разработке системы бюджетирования, осуществляют контроль исполнения бюджета, а также подготовку и создание периодической и управленческой отчётности. Должностные обязанности представителей этой профессии заключаются в исследовании, планировании и экономическом сопровождении финансово-хозяйственной деятельности компании.

## Должность
В  СССР и других государствах, в различных ведомствах, существовали должности:
- Экономист (с указанием чего), например экономист отдела кредитования Актюбинского областного Управления Государственного банка Союза ССР;
- Старший экономист (с указанием чего), например Б. Х. (ст.) Обама был старшим экономистом в Министерстве финансов Кении;
- Ведущий экономист (с указанием чего);
- Главный экономист (с указанием чего), например Главный экономист Центрального банка Российской Федерации или Главный экономист Всемирного банка;
- и другие.

## Известные экономисты

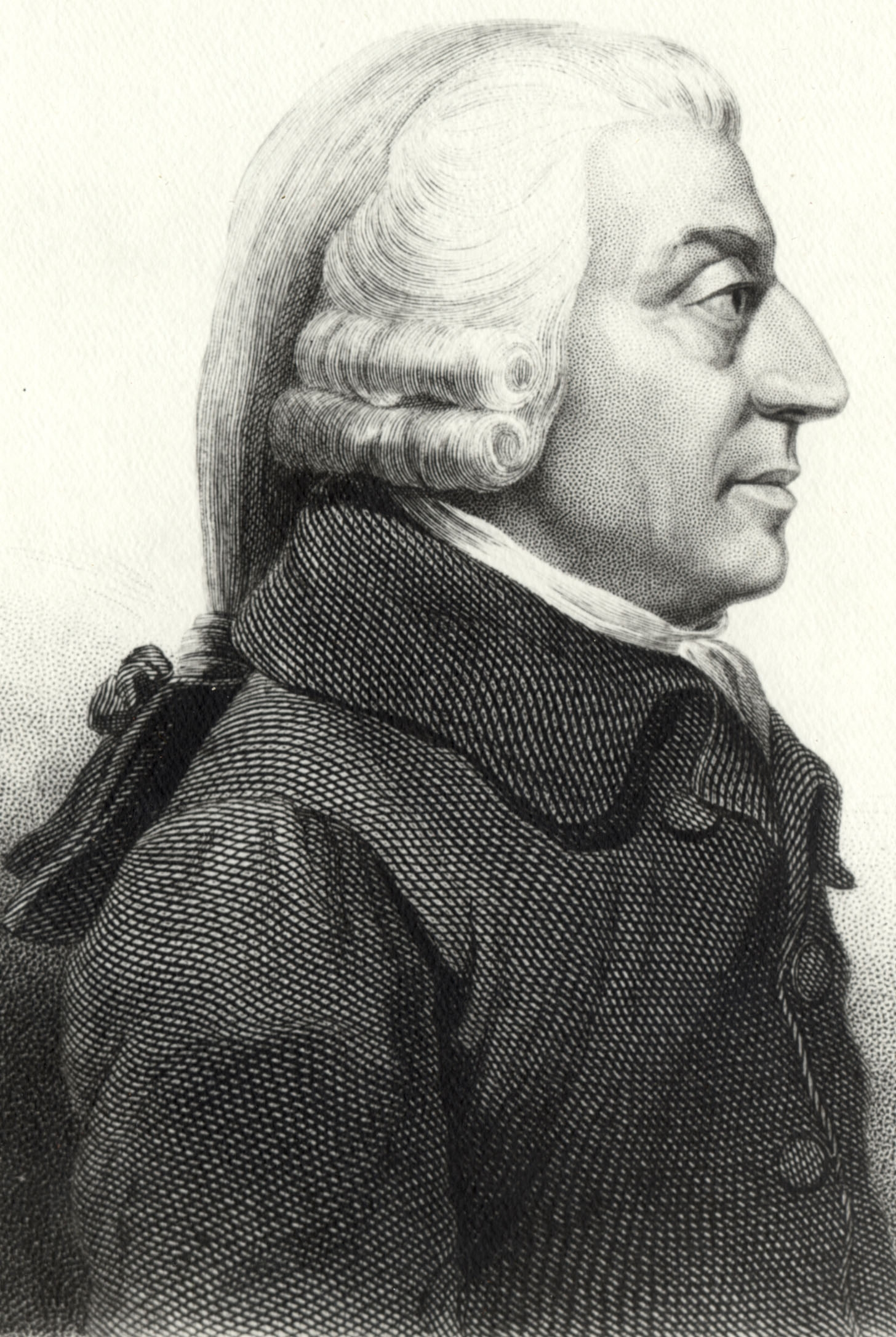
Адам Смит

Ранних экономистов можно встретить уже в Древней Греции. Так, Аристотель (384—322 до н. э.) сначала в трактате «Топика», потом «Политика» задается вопросом о производственных процессах человека. Ксенофонт (431—355) в своей работе «Экономика» подробно описывает экономику Афин. Однако согласно исследованиям азиатских учёных «первым экономистом в мире» был брахман Чанакья (ок. 350—283 до н. э.) — советник императора Чандрагупты.
Первым из великих экономистов-теоретиков эпохи Просвещения считается ирландский экономист Ричард Кантильон (1680—1734), который написал «Очерк о природе торговли вообще». Но родоначальником современной экономической теории признается шотландский теоретик Адам Смит (1723—1790). Он, Давид Рикардо (1772—1823) и Томас Роберт Мальтус (1711—1776) причисляются к классикам политической экономии. Среди других экономистов этого периода можно выделить Джона Стюарта Милля (1806—1873), Жана Батиста Сэя (1767—1832), Карла Маркса (1818—1883).

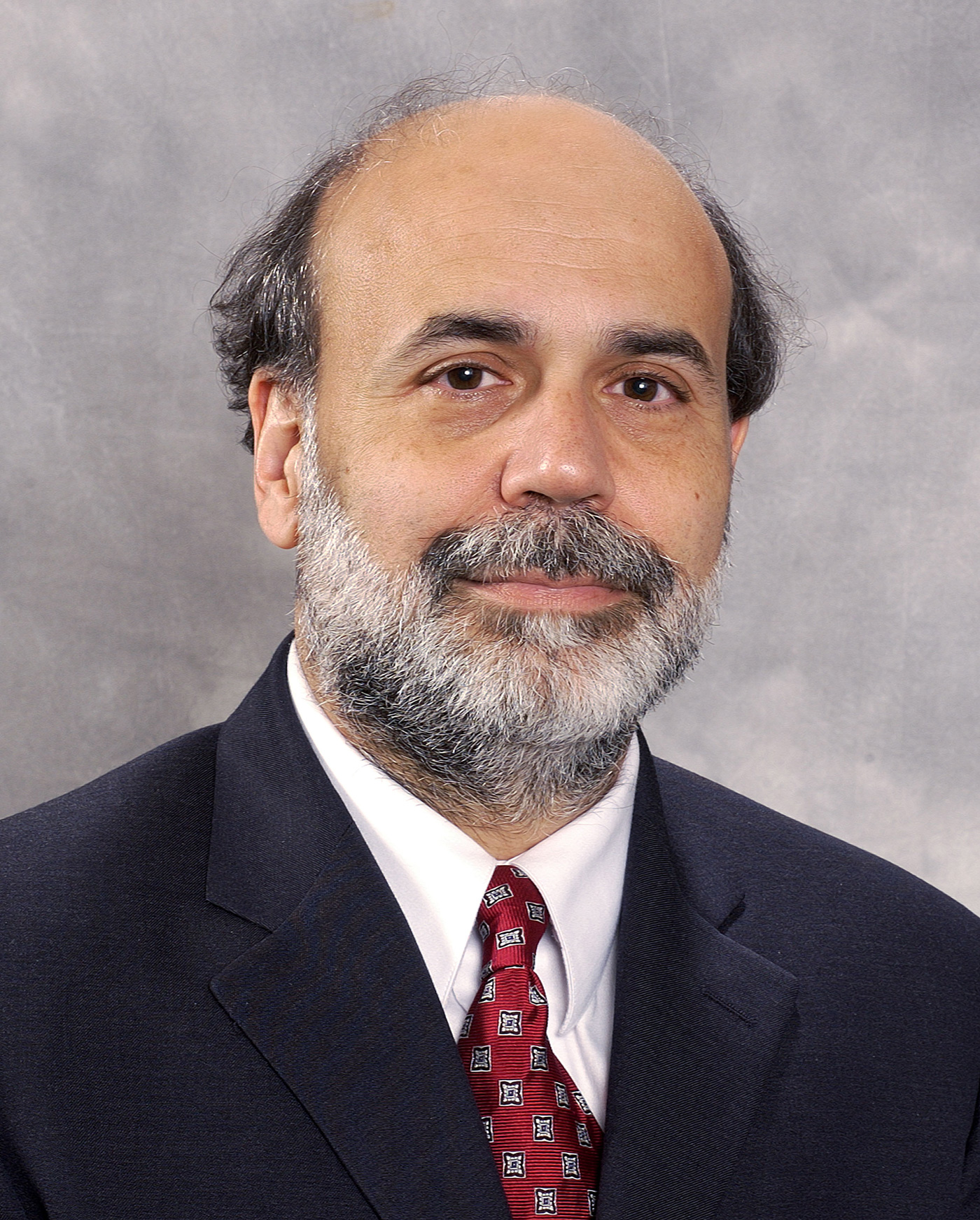
Бен Бернанке

В XX веке экономическая теория развивалась, в основном, трудами австрийцев Эйгена фон Бём-Баверка (1851—1914) и Карла Менгера (1840—1921), основателя современной макроэкономической теории британца Джона Мейнарда Кейнса (1883—1946), американцев Ирвинга Фишера, Джеймса Тобина, Милтона Фридмана.
Среди наиболее известных экономистов XXI века стоит отметить обладателя Нобелевской премии по экономике 2008 года Пола Кругмана, бывшего шеф-экономиста Всемирного банка и также нобелевского лауреата (2001) Джозефа Стиглица, бывшего экономического советника генсека ООН и автора концепции «шоковая терапия» Джеффри Сакса, главу ФРС США Бена Бернанке.